# Acer newberryi
Acer newberryi é uma espécie de árvore do gênero Acer, pertencente à família Aceraceae.